# Rượu cần

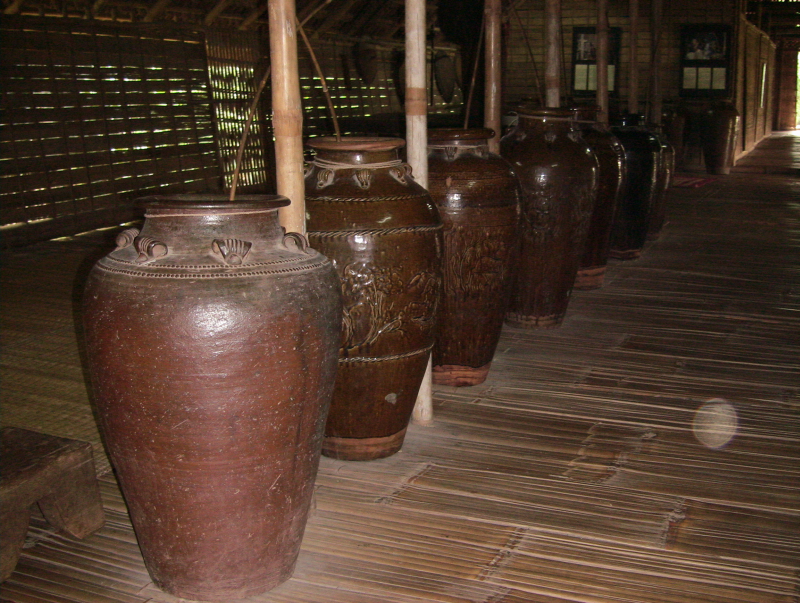
Jarras de rượu cần en un Nhà dài (Casa Larga) de la etnia Êđê en Tây Nguyên.

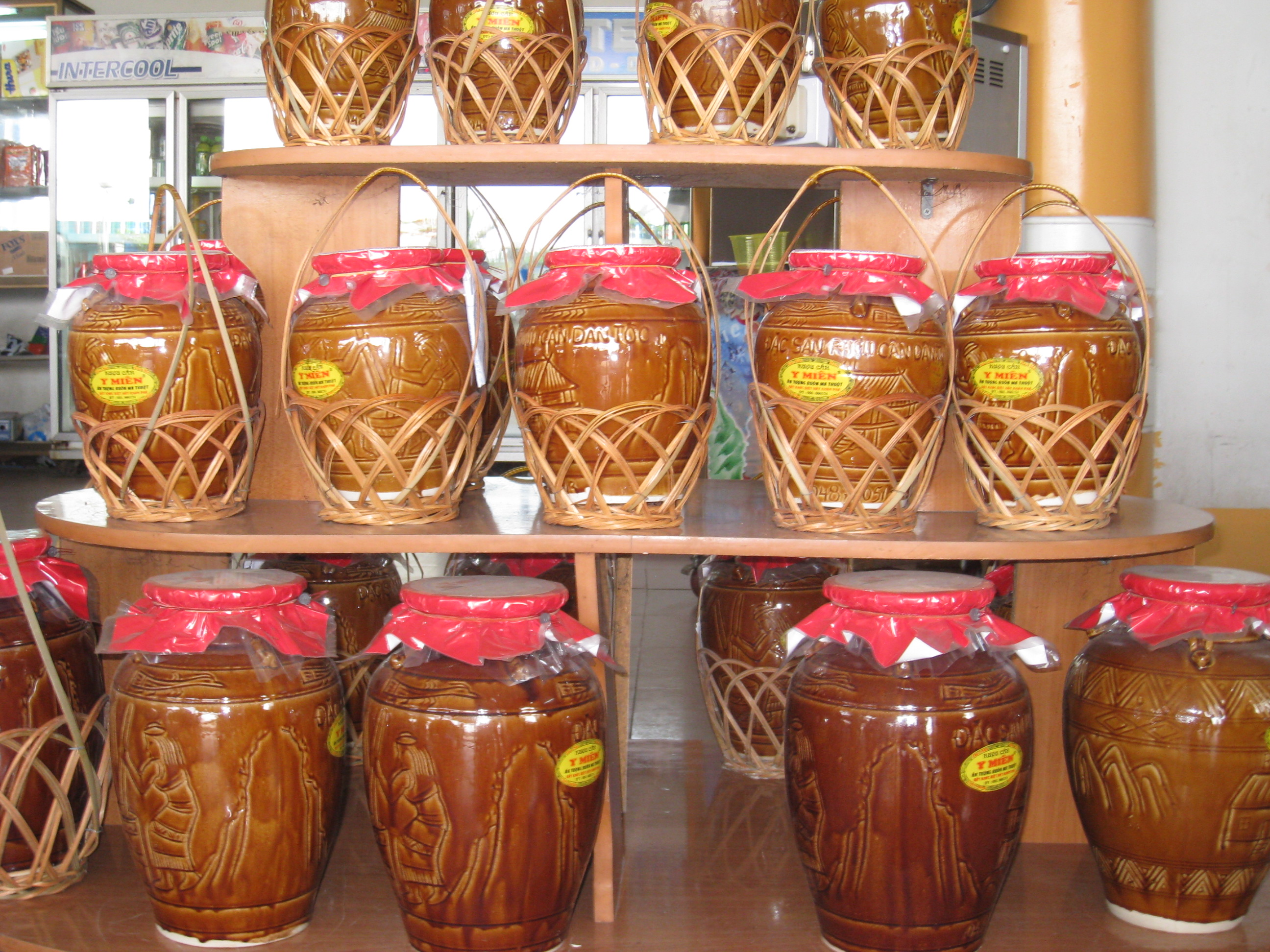
Jarras de arcilla de rượu cần en una tienda en la ciudad de Vũng Tàu.

El rượu cần (literalmente “vino de tronco” o “vino de tubo”) es un vino de arroz fermentado producido en Vietnam, especialmente en las áreas montañosas como Tây Nguyên o Tây Bắc. Está hecho de arroz glutinoso cocinado (nếp), mezclado con varios tipos de hierbas incluyendo hojas y raíces de los bosques locales. El tipo y cantidad de hierbas que se añaden difieren del grupo étnico y de la región. La mezcla es puesta en una jarra grande de barro cocido, cubierta, y se le deja fermentar al menos por un mes. El rượu cần posee entre un 15 y 25 por ciento de alcohol por volumen.
Es consumido directamente de la jarra con unos largos y delgados tubos de bambú. Por lo general, dos o más personas (en ocasiones diez o más) beben desde la misma jarra, cada uno usando un tubo diferente.
El rượu cần es una bebida que se consume tradicionalmente en ocasiones especiales como festivales, bodas o festivales de cosechas. Habitualmente es consumido alrededor de una hoguera o en un nhà rông o casa comunitaria. Las personas siempre danzan o tocan música (en Tây Nguyên se toca el gong) en el momento de beber. Cuando un visitante es invitado a beber el rượu cần por los lugareños significa que es visto como un visitante distinguido.